# Heliconia santaremensis
Heliconia santaremensis är en enhjärtbladig växtart som beskrevs av Humberto de Souza Barreiros. Heliconia santaremensis ingår i släktet Heliconia och familjen Heliconiaceae. Inga underarter finns listade.